# Ligne 125 (chemin de fer slovaque)
Pour les articles homonymes, voir Ligne 125.
La ligne 125 des chemins de fer Slovaque relie Púchov à la frontière entre la République tchèque et la Slovaquie.

## Histoire

### Mise en service à deux voies
- Púchov - Horní Lideč 2 mai 1937, la voie fut construite à deux voies[2].

### Électrification
- Púchov - Horní Lideč 12 octobre 1960[2]